# Matt Busby
Sir Matthew Busby (26. květen 1909 – 20. leden 1994) byl skotský fotbalista a trenér, který byl nejvíce znám ze svého působení v anglickém fotbalovém klubu Manchester United, s nímž získal v padesátých a šedesátých letech minulého století mnoho úspěchů.
Objevil hvězdy jako byl Bobby Charlton, Denis Law, či George Best. Jeho život poznamenala letecká tragédie na mnichovském letišti v roce 1958, ve kterém zemřelo 8 členů jeho týmu a sám Busby bojoval o svůj život v nemocnici. Největšího trenérského úspěchu dosáhl v roce 1968, kdy Manchester United vyhrál Evropský pohár.